# 安部鹿蔵
安部 鹿蔵（あべ しかぞう、1911年（明治44年）3月26日 - 1994年（平成6年）10月6日）は、国際放映の初代社長。北九州市生まれ。